# Lillhärdals IF
Lillhärdals IF, LIF, bildad 1921, är en idrottsförening från Lillhärdal i Härjedalen. Föreningen har haft framgångar främst inom längdskidåkning men på senare år även inom skidskytte genom Anna Carin Olofsson-Zidek. I april 2006 var Lillhärdals IF, tillsammans med Hede SK, arrangörsklubb för SM i skidskytte. Ett annat känt namn som representerat föreningen är längdskidåkaren Arthur Herrdin, som deltog i OS 1948 och 1952 och segrade i skidspelen i Lahtis 1950.
Utöver längdskidåkning utövar föreningen fotboll samt driver ett gym på orten. Herrfotbollslaget spelar 2025 i division V.